# Stefanie Michl
Stefanie Michl (* 23. Januar 1986 in Hallein, Salzburg) ist eine österreichische Golfproette der Ladies European Tour.
Sie begann im Alter von drei Jahren mit dem Golfspiel. Nach sieben österreichischen Nachwuchsmeistertiteln gewann Michl fünf österreichische Meisterschaften in der Eliteklasse. Im Jahr 2005 siegte sie bei den Internationalen Meisterschaften von Italien und jenen von Luxemburg und wurde im November Berufsgolferin.
Sie spielte in der Saison 2006 auf der Telia Tour und erreichte den achten Platz im Jahresranking dieser skandinavischen Turnierserie. Im November 2006 qualifizierte sich Michl über die Qualifying School für die Saison 2007 der Ladies European Tour (LET). Ihre bislang beste Platzierung erreichte Michl im Oktober 2010, als sie bei den Sanya Ladies Open den zweiten Platz belegen konnte.
Sie hat ihren Wohnsitz in Graz und studiert dort seit 2005 Psychologie an der Karl-Franzens-Universität.

## Amateurtitel
- Internationale Meisterschaften von Italien 2005
- Internationale Meisterschaften von Luxemburg 2005
- Internationale Österreichische Meisterschaften 2003
- Scottish Ladies Trophy 2002
- Österreichische Meisterschaften im Lochwettspiel 1999, 2000 und 2002
- Österreichische Meisterschaften im Zählspiel 1999